# Bad Köstritz
Bad Köstritz è una città tedesca di 3 723 abitanti, situata nel Land della Turingia.
Appartiene al circondario di Greiz.
Bad Köstritz svolge il ruolo di "comune amministratore" (Erfüllende Gemeinde) nei confronti del comune di Caaschwitz.

### Esplicative
1. ↑  Letteralmente: «Köstritz Terme».

### Bibliografiche
1. 1 2  Ente statistico della Turingia - Dati sulla popolazione